# Ernst-Wolfgang Böckenförde

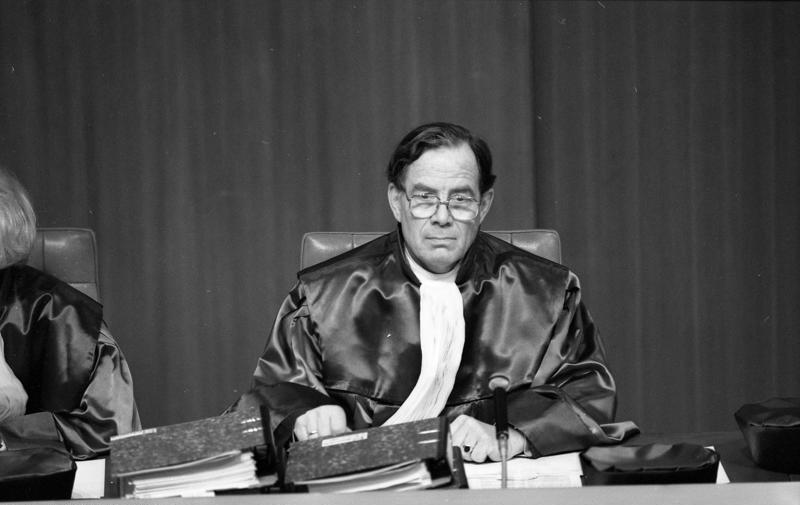
Wolfgang Böckenförde (1989)

Ernst-Wolfgang Böckenförde (ur. 19 września 1930 w Kassel, zm. 24 lutego 2019) – niemiecki prawnik, profesor prawa konstytucyjnego, sędzia Federalnego Trybunału Konstytucyjnego. Myśliciel polityczny.

## Publikacje
- Gesetz und gesetzgebende Gewalt. Von den Anfängen der deutschen Staatsrechtslehre bis zur Höhe des staatsrechtlichen Positivismus. Berlin: Duncker & Humblot, 1958 (= Schriften zum Öffentlichen Recht, 1). [jur. Diss.], 2., erg. Aufl. 1981. ISBN 978-3-428-04898-4
- Die deutsche verfassungsgeschichtliche Forschung im 19. Jahrhundert. Zeitgebundene Fragestellungen und Leitbilder. Berlin: Duncker & Humblot, 1961 (= Schriften zur Verfassungsgeschichte, 1) [phil. Diss.], 2. Aufl. 1995. ISBN 978-3-428-08589-7
- Die Organisationsgewalt im Bereich der Regierung. Eine Untersuchung zum Staatsrecht der Bundesrepublik Deutschland. Berlin: Duncker & Humblot, 1964 (Habilitationsschrift, Münster/Westf.), 2. Aufl. 1998. ISBN 978-3-428-02477-3
- Die Rechtsauffassung im kommunistischen Staat. München: Kösel, 1967
- (Hrsg.:) Moderne deutsche Verfassungsgeschichte (1815–1918). Köln: Kiepenheuer & Witsch, 1972
- Kirchlicher Auftrag und politische Entscheidung. Freiburg i.Br.: Rombach, 1973
- Die verfassungstheoretische Unterscheidung von Staat und Gesellschaft als Bedingung der individuellen Freiheit. Opladen: Westdeutscher Verlag, 1973
- Organ, Organschaft, Juristische Person. Kritische Überlegungen zu den Grundbegriffen und der Konstruktionsbasis des staatlichen Organisationsrechts, in: Christian-Friedrich Menger (Hg.): Fortschritte des Verwaltungsrechts. Festschrift für Hans J. Wolff zum 75. Geburtstag. München: Beck, 1973, S. 269–305.
- Verfassungsfragen der Richterwahl. Dargestellt anhand der Gesetzesentwürfe zur Einführung der Richterwahl in Nordrhein-Westfalen. Berlin: Duncker & Humblot, 1974 (= Schriften zum Öffentlichen Recht, Band 250). 2. Auflage 1998. ISBN 978-3-428-03217-4
- Staat, Gesellschaft, Freiheit. Studien zur Staatstheorie und zum Verfassungsrecht. Frankfurt am Main: Suhrkamp, 1976 (= stw 163)
- (Hrsg.:) Staat und Gesellschaft. Darmstadt: Wissenschaftliche Buchgesellschaft, 1976 (= Wege der Forschung, Band 471)
- Der Staat als sittlicher Staat. Berlin: Duncker & Humblot, 1978, ISBN 978-3-428-04254-8
- (Hrsg.:) Extremisten und öffentlicher Dienst. Rechtslage und Praxis des Zugangs zum und der Entlassung aus dem öffentlichen Dienst in Westeuropa, USA, Jugoslawien und der EG. Baden-Baden: Nomos, 1981
- (Hrsg.:) Soziale Grundrechte. Heidelberg: Müller, 1981
- Staat, Gesellschaft, Kirche. Freiburg: Herder, 1982
- (Hrsg.:) Staatsrecht und Staatslehre im Dritten Reich. Heidelberg: Müller, 1985
- Die verfassunggebende Gewalt des Volkes. Ein Grenzbegriff des Verfassungsrechts. Frankfurt: Metzner, 1986
- (Mit-Hrsg.:) Menschenrechte und Menschenwürde. Historische Voraussetzungen – säkulare Gestalt – christliches Verständnis. Stuttgart: Klett-Cotta 1987
- Recht, Staat, Freiheit. Studien zur Rechtsphilosophie, Staatstheorie und Verfassungsgeschichte. Frankfurt am Main: Suhrkamp, 1991 (= stw 914). 4., erw. Ausgabe 2006. ISBN 978-3-518-28514-5
- Staat, Verfassung, Demokratie. Studien zur Verfassungstheorie und zum Verfassungsrecht. Frankfurt am Main: Suhrkamp, 1991 (= stw 953)
- Welchen Weg geht Europa? München: Carl-Friedrich-von-Siemens-Stiftung, 1997 (= Vorträge, Band 65)
- Staat, Nation, Europa. Studien zur Staatslehre, Verfassungstheorie und Rechtsphilosophie. Frankfurt am Main: Suhrkamp, 1999 (= stw 1419). 2. Auflage 2000. ISBN 978-3-518-29019-4
- Vom Wandel des Menschenbildes im Recht. Münster: Rhema 2001 (Gerda Henkel Vorlesungen). ISBN 978-3-930454-29-7
- Geschichte der Rechts- und Staatsphilosophie – Antike und Mittelalter, Tübingen: Mohr Siebeck, 2002. 2., überarb. u. erw. Aufl. 2006. ISBN 978-3-16-149165-8
- Grundrechte in Deutschland und Europa. Reden zur Ehrenpromotion in Münster (mit David Edward und Erich Schumann). Münster: Lit, 2002. ISBN 978-3-8258-6215-2
- Sicherheit und Selbsterhaltung vor Gerechtigkeit. Der Paradigmenwechsel und Uebergang von einer naturrechtlichen zur positiv-rechtlichen Grundlegung des Rechtssystems bei Thomas Hobbes. Basel: Schwabe 2004. ISBN 978-3-7965-2110-2
- Kirche und christlicher Glaube in den Herausforderungen der Zeit. Beiträge zur politisch-theologischen Verfassungsgeschichte 1957–2002. Münster: Lit, 2004. 2., veränd. Aufl. 2007. ISBN 978-3-8258-6604-4